# Pareques
Pareques is een geslacht van straalvinnige vissen uit de familie van ombervissen (Sciaenidae).

## Soorten
- Pareques acuminatus (Bloch & Schneider, 1801) – Gestreepte riddervis
- Pareques fuscovittatus (Kendall & Radcliffe, 1912)
- Pareques iwamotoi Miller & Woods, 1988
- Pareques lanfeari (Barton, 1947)
- Pareques perissa (Heller & Snodgrass, 1903)
- Pareques umbrosus (Jordan & Eigenmann, 1889)
- Pareques viola (Gilbert, 1898)